# دهستان فشک
فشک، دهستانی است از توابع بخش مرکزی شهرستان فراهان در استان مرکزی ایران.

## جمعیت
براساس سرشماری سال ۱۳۹۰جمعیت این دهستان ۲۶۶۲ نفر (۹۶۳ خانوار) بوده‌است. روستاهای این دهستان عبارتنداز: درمنک، ماستر، ارتگل، گونه، ایر،خسروان سفلی، خسروان علیا، فشک،قرمزچشمه، کاظم‌آباد، واشقان •  کردآباد،کلا